# Olga Andrejevna Romanovová
Olga Andrejevna Romanovová (* 8. dubna 1950, Londýn) je ruská princezna a praneteř cara Mikuláše II.

## Život
Narodila se 8. dubna 1950 v Londýně jako dcera prince Andreje Alexandroviče Romanova a jeho manželky Nadine Sylvia Ada McDougall.
Vzdělání získala doma.
Byla jednou z možných budoucích manželek prince Charlese z Walesu.
Dne 1. října 1975 se provdala za Thomase Mathewa. Svatba proběhla v chrámu Zesnutí přesvaté Bohorodice v Londýně a v Brompton Oratory. Roku 1989 se rozvedli. Mají spolu čtyři děti:
- Nicholas Mathew (nar. 6. prosince 1976)
- Francis-Alexander Mathew (nar. 20. září 1979)
- Alexandra Mathew (nar. 20. dubna 1981)
- Thomas Mathew (nar. 27. listopadu 1987)

Roku 1980 se stala členkou Romanovské rodinné asociace. Zúčastnila se znovupochování ostatků cara Mikuláše II., jeho manželky a dětí. Dne 3. prosince 2017 byla po smrti prince Dimitrijem Romanoviče Romanova zvolena předsedkyní Romanovské rodinné asociace.
Žije v Provender House poblíž Favershamu.